# Jean Goujon (ciclista)
Jean Goujon (París, 21 d'abril de 1914 - Chaville, 26 d'abril de 1991) va ser un ciclista francès que fou professional entre 1937 i 1949, amb una pausa entre 1942 i 1946 produïda per la Segona Guerra Mundial, que com en tants d'altres esportistes de la seva generació truncaren tota possibilitat d'aconseguir majors èxits esportius.
Anteriorment, com a amateur, va prendre part en els Jocs Olímpics de Berlín de 1936, en què guanyà una medalla d'or en la prova del persecució per equips, formant equip amb Robert Charpentier, Roger-Jean Le Nizerhy i Guy Lapébie. En aquests mateixos Jocs va participar en dues proves més, la prova en ruta individual en què finalitzà en la setzena posició empatat amb vint-i-dos ciclistes més i en la ruta per equips, en la qual, tot i quedar en primera posició l'equip francès, ell es quedà sense medalla, ja que sols els tres primers classificats de cada país tenien dret a medalla.

## Palmarès
- 1933
  - 1r a la París-Reims
- 1936
  -  Medalla d'or als Jocs Olímpics de Berlín en persecució per equips
- 1937
  - 1r a la París-Reims-Verdun
- 1938
  - Vencedor d'una etapa del Tour de l'Oise
- 1939
  - 1r al Premi Dupré-Lapize (amb Jacques Girard)
- 1941
  - 1r al Premi Dupré-Lapize (amb Emile Ignat)

### Resultats al Tour de França
- 1937. 35è de la classificació general